# Grant-Gazelle

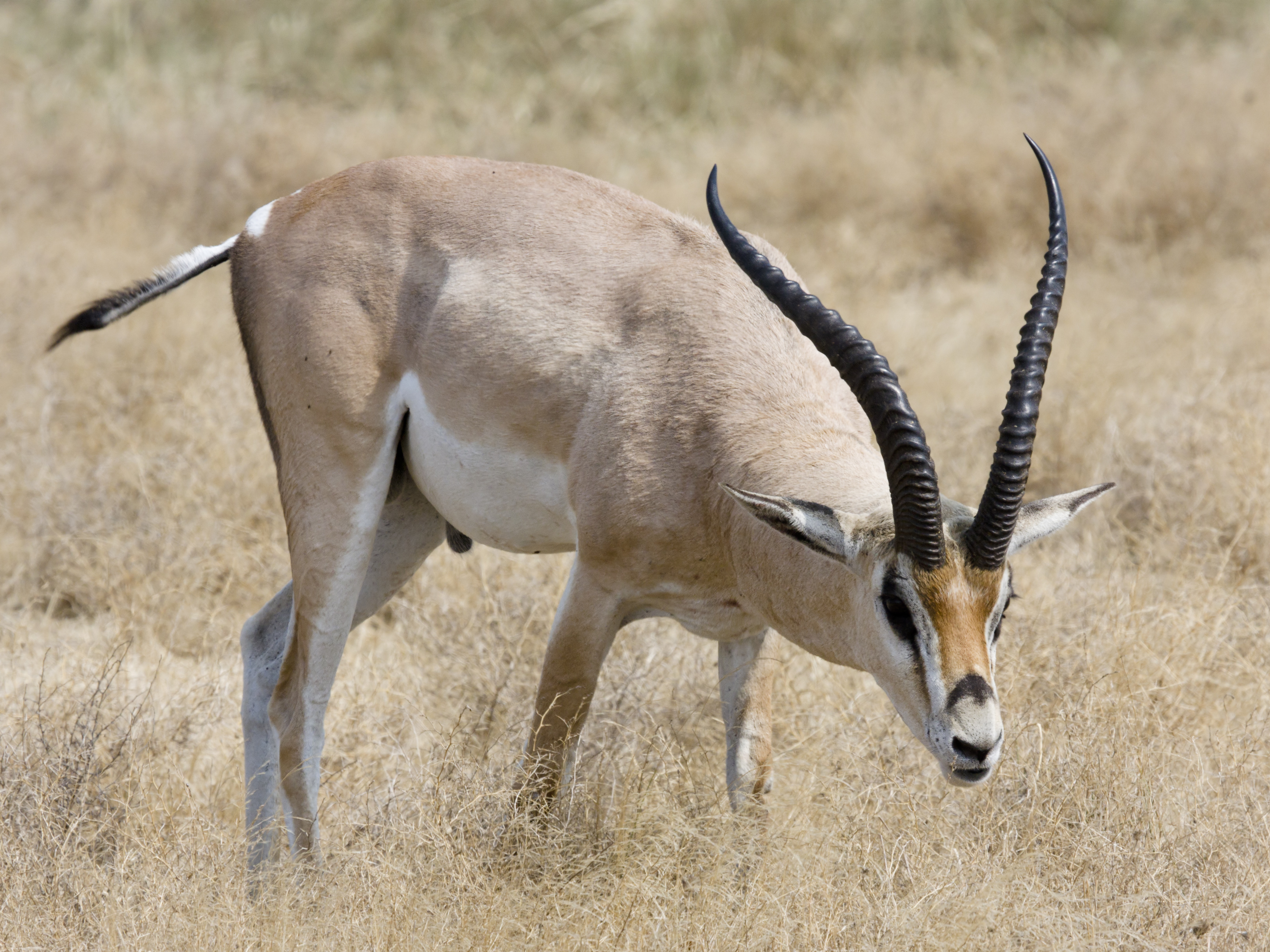
Südliche Grant-Gazelle (Nanger granti) im Ngorongoro-Krater

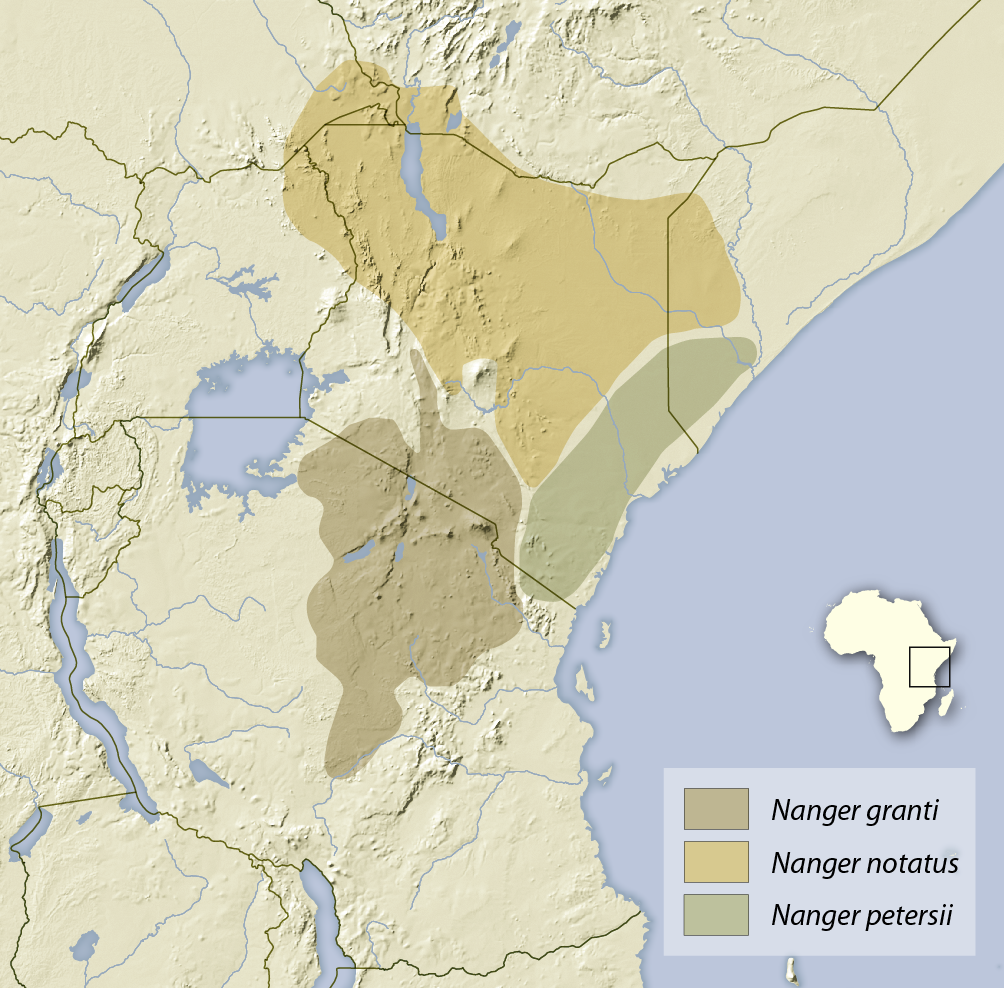
Die Verbreitungsgebiete der drei Arten der Grant-Gazellen

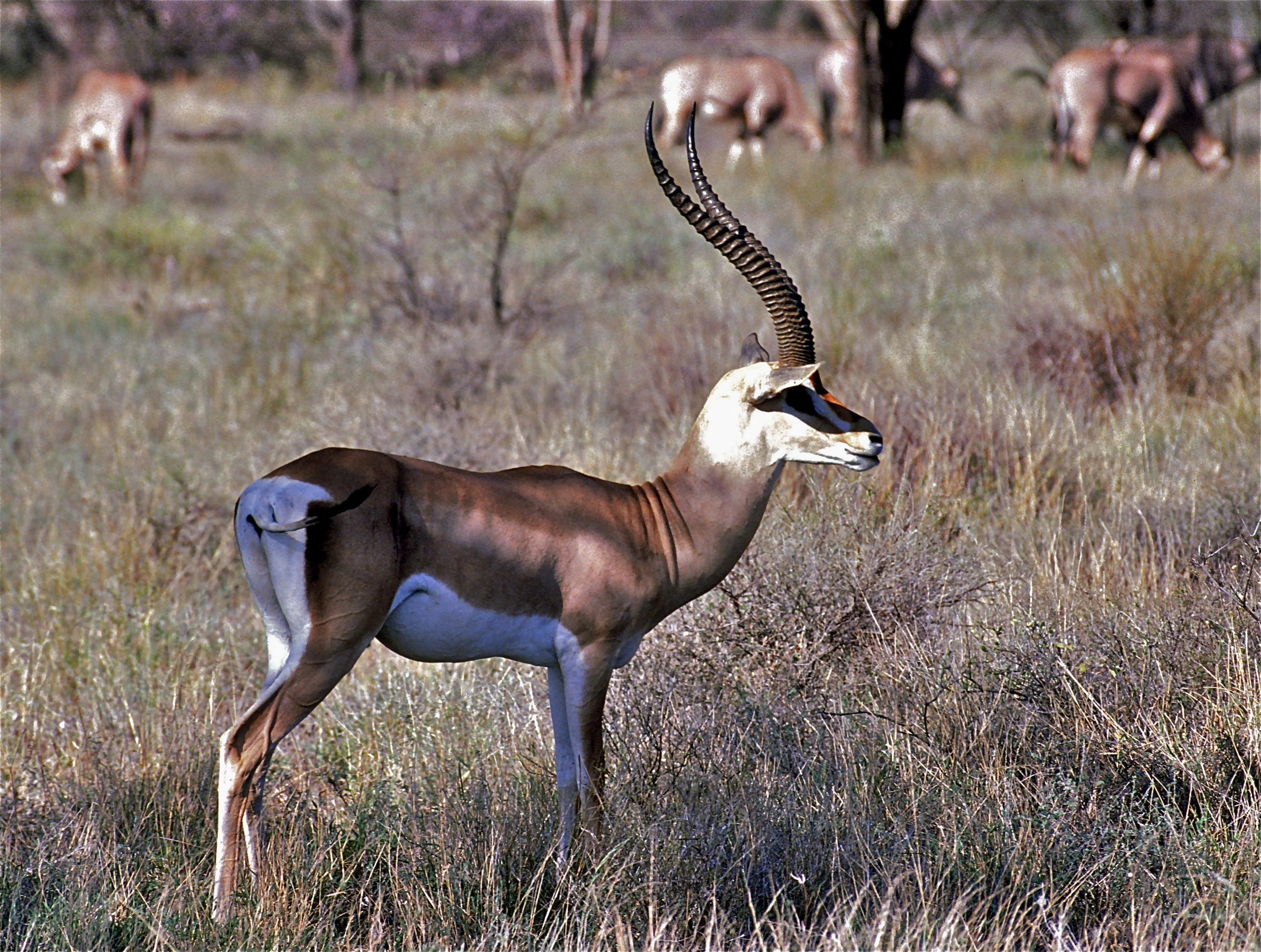
Nördliche Grant-Gazelle (Nanger notatus) im Samburu-Nationalreservat

Die Grant-Gazellen stellen einen Artkomplex oder eine Superspezies bestehend aus drei Arten dar. Ursprünglich wurden diese unter der wissenschaftlichen Artbezeichnung Nanger granti geführt (früher Gazella granti; das Artepitheton bezieht sich auf den britischen Offizier und Erforscher der Nilquellen James Augustus Grant (1827–1892)). Molekulargenetische Untersuchungen ergaben aber innerhalb der Grant-Gazellen drei monophyletische Linien, wobei wenigstens zwei dieser Linien keinerlei Vermischung untereinander aufzeigten. Aus diesem Grund wurde während einer Revision der Hornträger im Jahr 2011, die von Colin Peter Groves und Peter Grubb stammt, die Gruppe in drei Arten aufgespalten:
- Südliche Grant-Gazelle  (Nanger granti (Brooke, 1872))
- Nördliche Grant-Gazelle (Nanger notatus (Thomas, 1897))
- Östliche Grant-Gazelle (Nanger petersii (Günther, 1884))

Die Tiere sind mit einer Schulterhöhe von 82 cm und einem Körpergewicht von 80 kg große Vertreter der Gazellen. Sie kommen im Osten Afrikas vor, ihr Verbreitungsgebiet erstreckt sich von Tansania, Kenia und Uganda nordwärts bis Äthiopien und Somalia.
Diese Gazellen sind oben durchgehend rotbraun und an der Bauchseite weiß. Den weißen Spiegel begrenzt außen ein senkrechter, schwarzer Streifen. An der Seite verläuft ein horizontales Band, das allerdings bei erwachsenen Tieren nicht sehr stark ausgeprägt ist. Ein weißer Streifen erstreckt sich vom Auge bis zur Nase, die Hörner sind lang und geringelt und stehen je nach Art dichter oder weiter beieinander. So trägt N. petersi relativ kurze, schmale Hörner, die fast gerade sind, während die Spitzen der Hörner bei einigen Vertretern von N. granti nach unten gerichtet sind.
Die Wahl des Habitats ist bei den Tieren sehr vielfältig, sie reichen vom Gestrüpp der Halbwüsten bis zur offenen Baumsavanne, allerdings werden Fluren mit langen Gräsern vermieden.
Die Laub- und Grasfresser leben in Herden bis zu 30 Tieren, wobei ein ausgewachsenes Männchen die Weibchen und die Nachkommen leitet.